# Talbotton
Talbotton is een plaats (city) in de Amerikaanse staat Georgia, en valt bestuurlijk gezien onder Talbot County.

## Demografie
Bij de volkstelling in 2000 werd het aantal inwoners vastgesteld op 1019.
In 2006 is het aantal inwoners door het United States Census Bureau geschat op 1001, een daling van 18 (-1,8%).

## Geografie
Volgens het United States Census Bureau beslaat de plaats een oppervlakte van
8,1 km², geheel bestaande uit land. Talbotton ligt op ongeveer 207 m boven zeeniveau.

## Plaatsen in de nabije omgeving
De onderstaande figuur toont nabijgelegen plaatsen in een straal van 24 km rond Talbotton.